# Suprematisme (art)

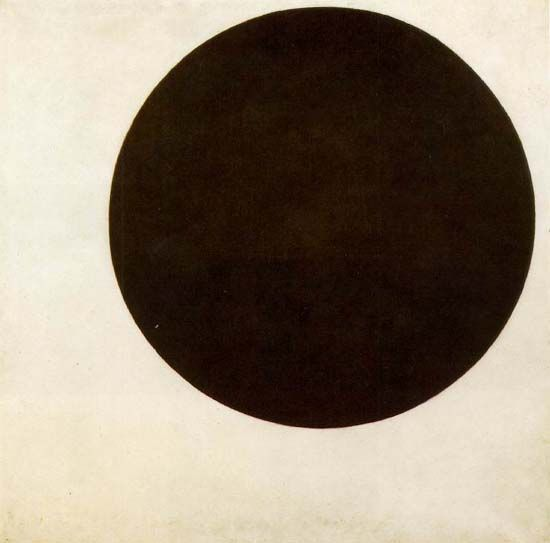
Cercle negre (Kazimir Malèvitx, motiu 1915, pintat 1924

El suprematisme és un moviment artístic de principis del segle XX centrat en els fonaments de la geometria (cercles, quadrats, rectangles), pintat en una gamma limitada de colors. El terme suprematisme es refereix a un art abstracte basat en "la supremacia del sentiment artístic pur" més que en la representació visual d'objectes. En aquesta tendència, els elements formals es redueixen al triangle, el quadrat, la creu i el cercle; els elements cromàtics es circumscriuen a vermell, negre, blau, blanc i verd. Aquesta tendència defensa un art alliberat de fins pràctiques i estètics, l'abstracció pura, expressada per mitjà de les figures geomètriques, prescindint de l'aparença dels objectes.
Aquesta tendència artística va ser ideada i encapçalada el 1913 pel pintor i teorètic ucraïnès de l'avantguarda soviètica Kazimir Malèvitx, que concebia l'artista com alliberat de tot allò que predeterminava l'estructura ideal de la vida i de l'art. Projectant aquesta visió sobre el cubisme, que Malevich admirava per la seva capacitat de deconstruir l'art, i en el procés de canviar els seus punts de referència de l'art, va dirigir un grup d'artistes d'avantguarda russos, en el que s'ha descrit com el primer intent de fundar de manera independent un moviment d'avantguarda rus, segregant-se de la trajectòria de la història de l'art rus anterior. Entre aquests artistes hi havia Aleksandra Ekster, Liubov Popova, Olga Rozanova, Ivan Kliun, Ivan Puni, Nadezhda Udaltsova, Nina Genke-Meller, Ksenia Boguslavskaya i altres. Tot i així, el suprematisme roman lligat essencialment al seu creador, que li imprimeix el seu caràcter particular. A Catalunya seguí aquesta tendència el pintor gironí Joaquim Llucià i Olivet (1929-1973) i ha influït notablement en l'obra d'Enric Ansesa i Gironella.
El nom del moviment li fou donat pel mateix Malèvitx, teoritzat primer en el manifest de 1915 escrit pel pintor en col·laboració amb el poeta Vladímir Maiakovski, i més tard en el seu assaig de 1920, El suprematisme o el món de la no representació. L'obra del mateix Malèvitx "Quadrat negre sobre blanc", de 1918, en la qual s'ha prescindit completament del color, representà una revolució en l'art. Per donar suport al moviment, Malevich va establir la revista Supremus (inicialment titulada Nul or Nothing), que va rebre contribucions d'artistes i filòsofs. La publicació, però, no va enlairar mai i el seu primer número mai es va distribuir a causa de la Revolució Russa . El moviment en si, però, va ser anunciat a l'última exposició futurista de pintures 0,10 de Malevitx de 1915, a Sant Petersburg, on ell i diversos altres del seu grup van exposar 36 obres d'un estil similar.

## Origen

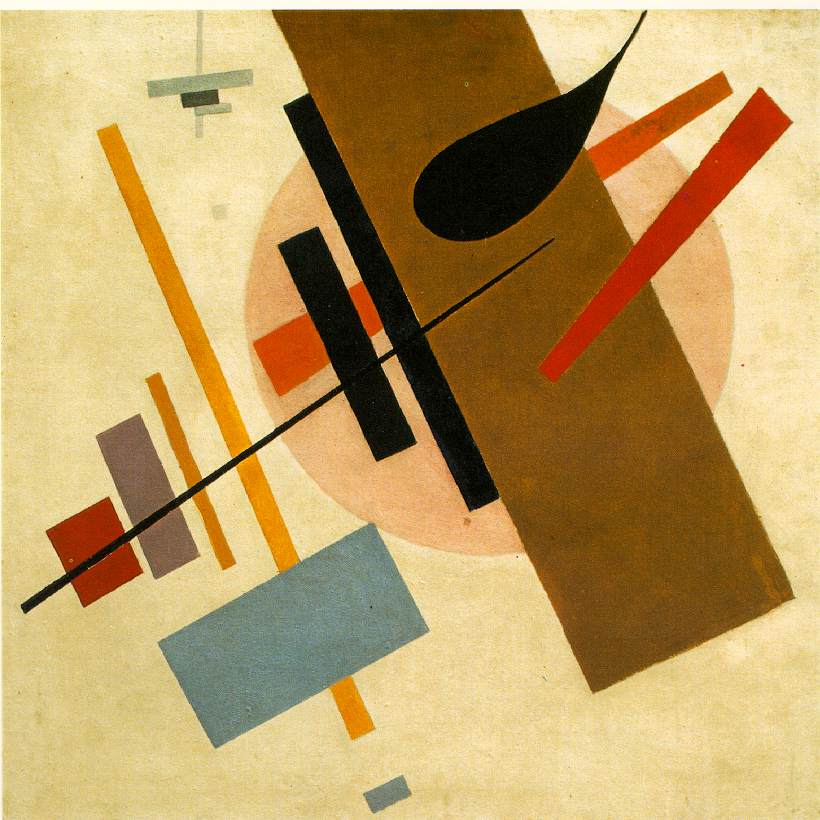
Suprematisme és una obra de Malevich pintada entre el 1916 i 1917 que es troba al Museu d'Art de Kandahar.

Kazimir Malevich va desenvolupar el concepte de suprematisme quan ja era un pintor consolidat, després d'haver exposat a les exposicions La cua d'ase i Der Blaue Reiter (El genet blau) de 1912 amb obres cubo-futuristes. La proliferació de noves formes artístiques en pintura, poesia i teatre, així com un renaixement de l'interès per l'art popular tradicional de Rússia, van proporcionar un entorn ric en el qual va néixer una cultura moderna.
A "Suprematisme" (Part II del seu llibre El món no objectiu, que es va publicar l'any 1927 a Múnic com a Llibre Bauhaus núm. 11), Malevich va definir clarament el concepte bàsic del suprematisme:
| « | Per suprematisme, entenc la primacia del sentiment pur en l'art creatiu. Per al suprematista, els fenòmens visuals del món objectiu són, per si mateixos, sense sentit; El més important és sentir, com a tal, força a part de l’entorn en què s’explica. | » |

Va crear una "gramàtica" suprematista basada en formes geomètriques fonamentals; en particular, el quadrat i el cercle. A l'Exposició 0,10 de 1915, Malevich va exposar els seus primers experiments en pintura suprematista. La peça central del seu espectacle va ser el Quadrat negre sobre fons blanc, situat en el que s'anomena el racó vermell/bell en la tradició ortodoxa russa; el lloc de la icona principal en una casa. "Black Square" va ser pintat l'any 1915 i es va presentar com un avenç en la seva carrera i en l'art en general. Malevich també va pintar Blanc sobre blanc, que també va ser anunciat com una fita. Blanc sobre blanc va marcar un canvi del suprematisme policrom al monocrom.

## Superació del constructivisme

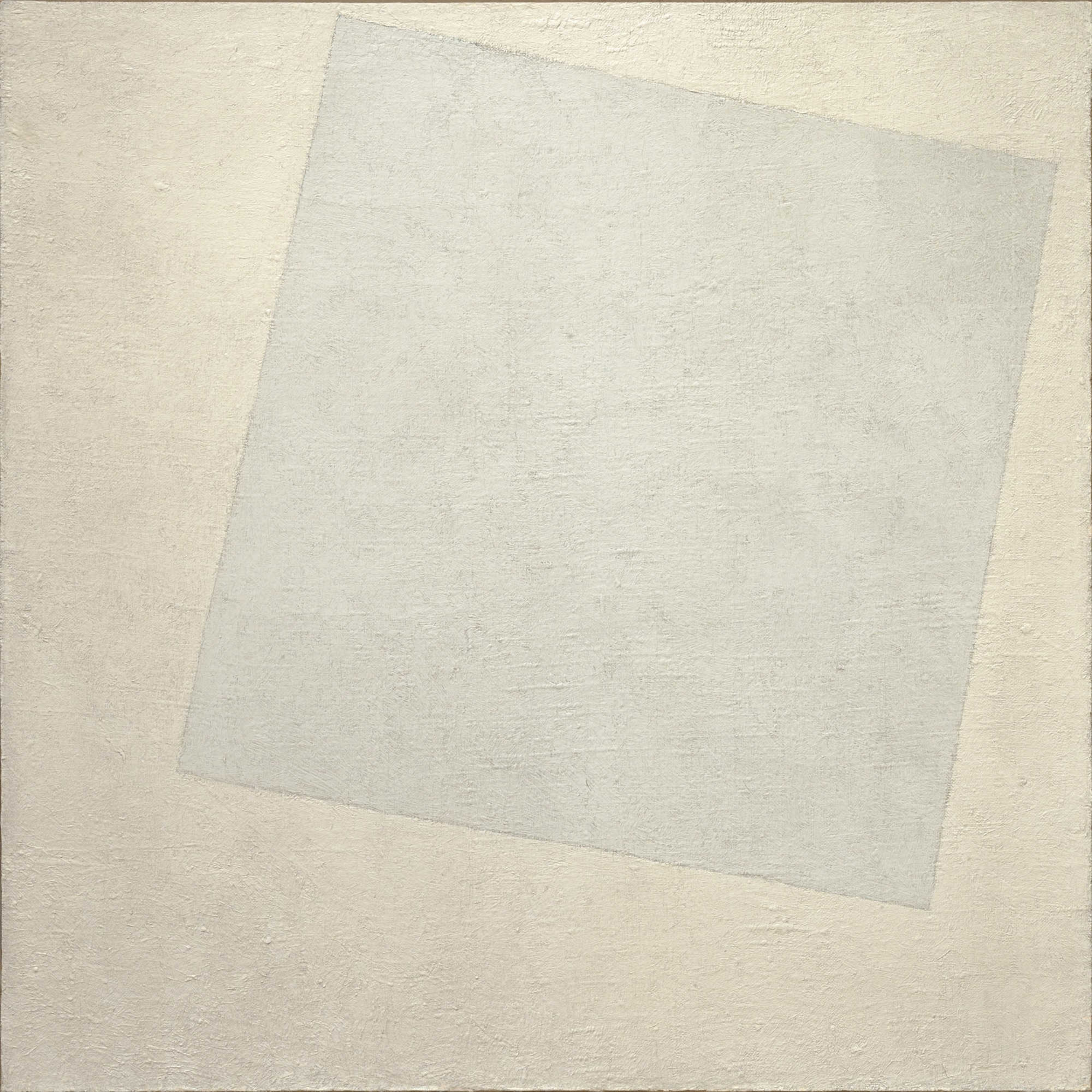
Blanc sobre blanc és un quadre abstracte creat el 1918 pel pintor rus Kazimir Malèvitx.

El suprematisme de Malevitx s'oposa fonamentalment a les posicions postrevolucionaries del constructivisme i el materialisme. El constructivisme, amb el seu culte a l'objecte, s'ocupa de les estratègies utilitàries d'adaptació de l'art als principis de l'organització funcional. Sota el constructivisme, el pintor de cavallet tradicional es transforma en l'artista-enginyer encarregat d'organitzar la vida en tots els seus aspectes.
El suprematisme, en fort contrast amb el constructivisme, encarna una filosofia profundament antimaterialista i antiutilitarista. A "Suprematisme" (Part II d'El món no objectiu ), Malevich escriu:
| « | A l'art ja no li importa servir l’estat i la religió, ja no vol il·lustrar la història de les aparences, no vol tenir res més a veure amb l’objecte, com a tal, i creu que pot existir, per si mateix, sense "Coses" (és a dir, la "bona primavera de la vida"). | » |

Jean-Claude Marcadé ha escrit que "malgrat les similituds superficials entre el constructivisme i el suprematisme, els dos moviments són antagonistes i és molt important distingir-los". Segons Marcadé, la confusió ha sorgit perquè diversos artistes, directament associats al suprematisme com El Lissitzky o treballant sota la influència suprematista com van fer Rodtxenko i Lyubov Popova, després van abandonar el suprematisme pels materials.
El suprematisme no abraça una filosofia humanista que situa l'home al centre de l'univers. Més aviat, el suprematisme contempla l'home —l'artista— com a creador i transmissor del que per a Malevitx és l'única realitat veritable del món: la de la no-objectivitat absoluta.
Per a Malevich, és sobre els fonaments de la no objectivitat absoluta que es construirà el futur de l'univers, un futur en què les aparences, els objectes, la comoditat i la comoditat ja no dominen.

## Influències
Malevich també va atribuir el naixement del suprematisme a la Victòria sobre el sol, la producció d'òpera futurista de Kruchenykh per a la qual va dissenyar els decorats i el vestuari el 1913. L'objectiu dels artistes implicats era trencar amb el teatre habitual del passat i utilitzar una "llengua russa clara, pura i lògica". Malevich ho va posar en pràctica creant vestits amb materials senzills i així va aprofitar les formes geomètriques. Els fars intermitents il·luminaven les figures de tal manera que les mans, cames o caps alternaven desapareixen en la foscor. El teló de l'escenari era un quadrat negre. Un dels dibuixos per a la tela de fons mostra un quadrat negre dividit en diagonal en un triangle negre i un blanc. A causa de la senzillesa d'aquestes formes bàsiques van poder significar un nou començament.
Una altra influència important en Malevich van ser les idees del místic, filòsof i deixeble rus de Georges Gurdjieff, PD Ouspensky, que va escriure sobre "una quarta dimensió o una quarta via més enllà dels tres als quals tenen accés els nostres sentits ordinaris".
Alguns dels títols de les pintures de 1915 expressen el concepte d'una geometria no euclidiana que imaginava formes en moviment, o a través del temps; títols com ara: Masses pintades bidimensionals en estat de moviment. Aquests donen algunes indicacions per a la comprensió de les composicions suprematiques produïdes entre 1915 i 1918.

## Revista
El grup Supremus, que a més de Malevitx incloïa Aleksandra Ekster, Olga Rozanova, Nadezhda Udaltsova, Ivan Kliun, Lyubov Popova, Lazar Khidekel, Nikolai Suetin, Ilya Chashnik, Nina Genke-Meller, Ivan Puni i Ksenia Boguslavskaya, es va reunir des de l'any 1915 per tal de discutir la filosofia del suprematisme i el seu desenvolupament en altres àrees de la vida intel·lectual. Els resultats d'aquestes discussions s'havien de documentar en una publicació mensual anomenada Supremus, titulada per reflectir el moviment artístic que defensava, que inclouria pintura, música, art decoratiu i literatura. Malevich va concebre la revista com la base contextual en la qual podia basar el seu art, i originalment va planejar anomenar la revista Nul. En una carta a un company, va explicar:
| « | Tenim previst publicar una revista i hem començat a parlar de com i què passa. Com que pretenem reduir-ho tot a zero, hem decidit anomenar-lo Nul . Després nosaltres mateixos anirem més enllà del zero. | » |

Malevich va concebre la revista com un espai d'experimentació que posaria a prova la seva teoria de l'art no objectiu. El grup d'artistes va escriure diversos articles per a la publicació inicial, entre ells els assajos "La boca de la terra i l'artista" (Malevich), "Sobre el vell i el nou en la música" (Matiushin), "Cubisme, futurisme, suprematisme" (Rozanova), "L'arquitectura com una bufetada a la cara al ferro concret" (Malevich) i "La declaració de la paraula com a tal" (Kruchenykh). No obstant això, malgrat un any dedicat a planificar i escriure articles per a la revista, el primer número de Supremus mai es va publicar.

## L'expansió de Lissitzky
L'artista més important que va convertir en art i les idees desenvolupades per Malevitx i les va popularitzar a l'estranger va ser el pintor El Lissitzky. Lissitzky va treballar intensament amb el suprematisme, especialment els anys 1919 a 1923. Va quedar profundament impressionat per les obres suprematistes de Malevitx, ja que les veia com l'equivalent teòric i visual dels trastorns socials que tenien lloc a Rússia en aquell moment. El suprematisme, amb el seu radicalisme, era per a ell l'equivalent creatiu d'una forma de societat completament nova. Lissitzky va traslladar l'enfocament de Malevitx a les seves construccions Proun, que ell mateix va descriure com "l'estació on es passa de la pintura a l'arquitectura". Els dissenys de Proun, però, també van ser una ruptura artística del suprematisme; el Black Square de Malevich va ser el punt final d'un procés de pensament rigorós que va requerir un nou treball de disseny estructural. Lissitzky va veure aquest nou començament en les seves construccions Proun, on el terme "Proun" (Pro Unovis) simbolitzava els seus orígens suprematistes.
Lissitzky va exposar a Berlín el 1923 a les sales d'exposicions d'art no objectiu de Hannover i Dresden. Durant aquest viatge a Occident, El Lissitzky va estar en estret contacte amb Theo van Doesburg, formant un pont entre el suprematisme i De Stijl i la Bauhaus.

## Arquitectura
Lazar Khidekel (1904–1986), artista suprematista i arquitecte visionari, va ser l'únic arquitecte suprematista que va sorgir del cercle de Malevitx. Khidekel va començar els seus estudis d'arquitectura a l'escola d'art de Vitebsk amb El Lissitzky el 1919–20. Va ser fonamental en la transició del suprematisme planar al suprematisme volumètric, creant projeccions axonomètriques (The Aero-club: Horizontal architecton, 1922–23), realitzant models tridimensionals, com els architectons, dissenyant objectes (model de "cendrer", 1922–23), i produint el primer projecte arquitectònic suprematista (The Workers' Club, 1926). A mitjans de la dècada de 1920, va començar el seu viatge al regne de l'arquitectura visionària. Inspirat directament en el suprematisme i la seva noció d'un continu de creació de formes orgàniques, va explorar nous enfocaments futuristes filosòfics, científics i tecnològics, i va proposar solucions innovadores per a la creació de nous entorns urbans, on les persones visquessin en harmonia amb la natura i estarien protegides. de desastres naturals i provocats per l'home (la seva proposta encara d'actualitat per a la protecció contra les inundacions: la ciutat sobre l'aigua, 1925).
Nikolai Suetin va utilitzar motius suprematistes a les obres de la Fàbrica Imperial de Porcellana de Sant Petersburg, on també es van emprar Malevitx i Chashnik, i Malevitx va dissenyar una tetera suprematista. Els suprematistes també van fer maquetes arquitectòniques a la dècada de 1920, que oferien una concepció diferent dels edificis socialistes a les desenvolupades en l'arquitectura constructivista.
Els projectes arquitectònics de Malevich es van conèixer després de 1922 pel nom de Arkhitektoniki. Els dissenys emfatitzaven l'angle recte, amb similituds amb De Stijl i Le Corbusier, i es justificaven amb una connexió ideològica amb el govern comunista i la igualtat per a tots. Una altra part del formalisme era la poca consideració pels triangles que eren "descartats com a antics, pagans o cristians".
El primer projecte arquitectònic suprematista va ser creat per Lazar Khidekel el 1926. A mitjans de la dècada de 1920 fins al 1932, Lazar Khidekel també va crear una sèrie de projectes futuristes com Aero-City, Garden-City i City Over Water.
Al segle XXI, l'arquitecta Zaha Hadid tenia "un interès particular en l'avantguarda russa i el moviment conegut com a constructivisme", i "com a part del seu treball sobre l'avantguarda russa, la unitat de Hadid va estudiar el suprematisme, el moviment abstracte fundat pel pintor Kazimir Malevich".

## Context social

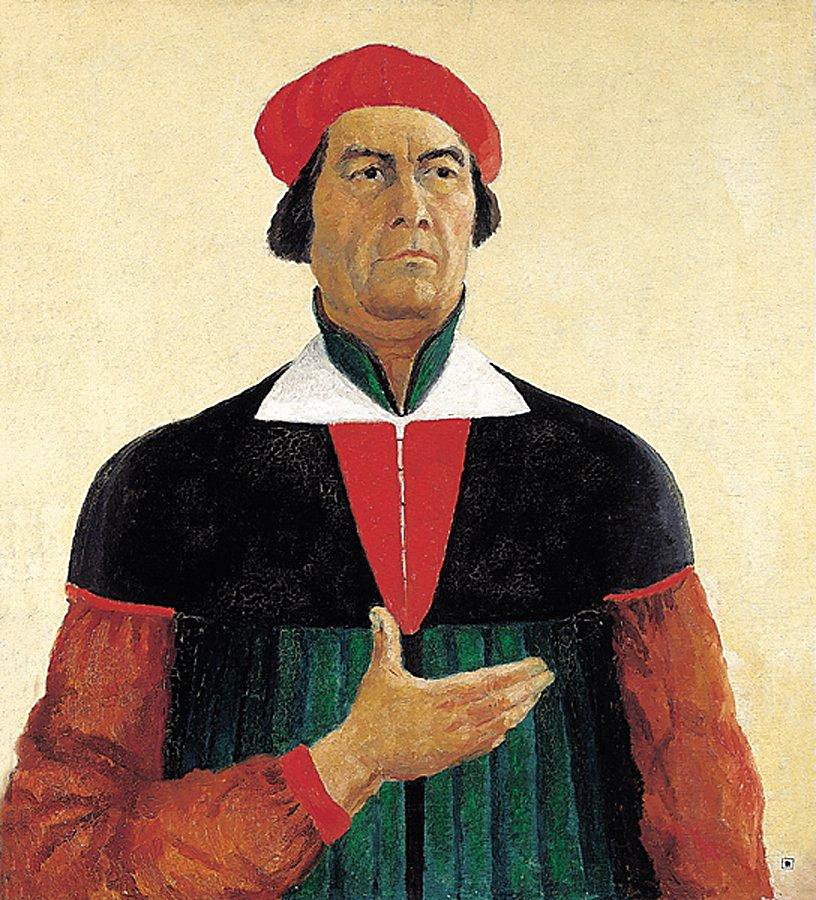
Malevitx, Autoretrat, 1933

Aquest desenvolupament de l'expressió artística es va produir quan Rússia es trobava en un estat revolucionari, les idees estaven en fermentació i el vell ordre estava sent escombrat. A mesura que es va establir el nou ordre i l'estalinisme es va consolidar a partir de 1924, l'estat va començar a limitar la llibertat dels artistes. Des de finals dels anys vint, l'avantguarda russa va experimentar una crítica directa i dura per part de les autoritats i el 1934 la doctrina del realisme socialista es va convertir en política oficial, i va prohibir l'abstracció i la divergència de l'expressió artística. Malèvitx, tanmateix, va mantenir la seva concepció principal. En el seu autoretrat de 1933 es va representar a si mateix d'una manera tradicional, l'única manera permesa per la política cultural estalinista, però va signar el quadre amb un petit quadrat negre sobre blanc.